# 나일의 딸
나일의 딸(尼羅河女兒, Daughter Of The Nile)은 대만에서 제작된 허우 샤오시엔 감독의 1987년 범죄, 드라마 영화이다. 가오제(고첩) 등이 주연으로 출연하였고 Wen-jen Lu 등이 제작에 참여하였다.

## 출연
- 가오제
- 우녠전